# Glinda
Glinda, también conocida como la Bruja Buena del Sur (así como Bruja buena del Norte en el film de 1939), es un personaje ficticio creado por L. Frank Baum en sus novelas ambientadas en el mundo de Oz. Aparece por primera vez en la novela clásica para niños de Baum, El maravilloso mago de Oz (1900), y es la bruja más poderosa de la Tierra de Oz, gobernante del País de los Quadling, al sur de la Ciudad de Esmeralda, y protectora de la Princesa Ozma.

## Literatura

### L. Frank Baum
La novela para niños de Baum, publicada en el año 1900, El maravilloso mago de Oz se refiere a Glinda como la Bruja buena del Sur; y no aparece en la novela hasta un momento bastante avanzado de su desarrollo.  Después de la huida del Mago en su globo, el León Cobarde, el Espantapájaros, el Hombre de Hojalata, Dorothy y Toto viajan en dirección sur hacia la tierra de los Quadlings para pedir consejo a Glinda. En la bien conocida versión de película de 1939, Glinda es un personaje compuesto formado por el propio personaje de Glinda y el de la bruja del Norte. En los libros posteriores se la llama «hechicera» más que «bruja», aunque en los escritos de Baum se deja claro que él no ve a las brujas como inherentemente malvadas o en connivencia con el diablo.[cita requerida]
En los libros, Glinda se describe como una mujer joven, bonita, con largo cabello rojo y ojos azules, y que luce un vestido de blanco puro. Es mucho más anciana de lo que su aspecto sugiere, pero «sabe cómo hacer para mantenerse joven a pesar de los muchos años que ha vivido»  tal como cuenta el Soldado con bigotes verdes en El maravilloso mago de Oz. Ha gobernado el País de los Quadlings desde que derrotó a la Bruja mala del Sur, en los tiempos en los que el abuelo de Ozma era el rey de Oz.[cita requerida]
Glinda juega un papel muy activo en la búsqueda y restauración de la Princesa Ozma, la heredera legítima al trono de Oz, cuya búsqueda tiene lugar en el segundo libro, La maravillosa tierra de Oz, a pesar de que Glinda ha estado buscando a Ozma desde que la princesa desapareció siendo un bebé. Bien pudiera ser que no derrocase a las malvadas brujas del Este y el Oeste, a pesar de ser más poderosa que ellas, porque quería primero ver todo Oz unificado bajo su legítima gobernante, Ozma. Después del ascenso al trono de Ozma, Glinda continúa ayudando a la Princesa de Oz a dar forma al futuro de la Tierra de Oz como un todo, no limitando la aplicación de sus poderes a la salvaguarda del Reino de los Quadling en el sur; fiel a sus principios, Glinda no interfiere en asuntos de estado a menos que Ozma busque su consejo o ayuda específicamente.[cita requerida]
Además de su vasto conocimiento sobre magia, Glinda emplea en su taller diversas herramientas, amuletos, e instrumentos. En el libro La Ciudad Esmeralda de Oz se revela que Glinda posee un Gran Libro de Registros que le permite hacer un seguimiento de todo lo que ocurre en el mundo en el instante en que ocurre. Al comienzo del libro El camino a Oz  entrena al, en un principio, falso mago en los principios de la magia; y acaba convirtiéndose en un formidable experto, pero reconoce que ella es aún más poderosa.[cita requerida]
Glinda vive en un palacio cerca la frontera sur del País de los Quadling, atendida por cincuenta hermosas doncellas de cada país de Oz. También posee un gran ejército de mujeres soldado, con el que amenaza al ejército rebelde del General Jinjur, que había conquistado la Ciudad de Esmeralda en La maravillosa tierra de Oz. Los hombres no representan papeles destacados en la corte de Glinda.[cita requerida]
Glinda protege con celo los asuntos relacionados con el Sur. Crea comunidades valladas y cerradas para los conejos de Bunnybury y las mariquitinas de Miss Cuttenclip, mostrando un interés personal no solo por las preocupaciones de los humanoides quadlings, sino también por los demás habitantes de su jurisdicción.[cita requerida]
En La Ciudad Esmeralda de Oz, cuando Ozma va a consultar a Glinda sobre la seguridad de los ciudadanos ozianos, la hechicera aísla todo Oz del Gran Mundo Exterior, haciendo Oz invisible a los ojos de los mortales que lo sobrevuelen en aviones u otro tipo de naves. Sin embargo, a diferencia de Ozma, Glinda está dispuesta a ignorar las luchas y la opresión en los rincones remotos de Oz como en Jinxland o en el territorio de Skeezer, siempre y cuando no amenacen a la Ciudad Esmeralda o a inocentes forasteros. Los lectores se quedan con la sensación de que Glinda ha llegado a través de su experiencia a la conclusión de que no existe una cura mágica para todo, y que ciertas cosas no se pueden cambiar o quizá que no se deban cambiar para bien o para mal.
Uno de los momentos más oscuros de Glinda fue su creación de la Fuente Prohibida con las Aguas del Olvido, en el centro de Oz, aguas que redimieron a un antiguo Rey de Oz, excepcionalmente cruel. Esto sucedió «hace muchos siglos» según Ozma (nuevamente aludiendo a la edad avanzada de Glinda), y es esta fuente la que salva a Oz del invasor Rey Nomo y sus aliados en La Ciudad Esmeralda de Oz, al hacer que se olviden de sus nefastas intenciones. Glinda claramente construyó la fuente en un punto en la historia en que la Tierra de Oz se había unificado bajo uno de los miembros de la Familia Real de Oz, aunque fue un rey tiránico en este incidente aislado, y así ella pudo intervenir de una forma en que no pudo hacerlo cuando el país se dividió entre el Mago y las Brujas malvadas de Oriente y Occidente, antes de la llegada de Dorothy. [cita requerida]
Lo más intrigante es que, en La Ciudad Esmeralda de Oz, cuando el Rey Nomo considera invadir Oz, su secuaz, el General Guph, le dice que el castillo de Glinda la Buena, se encuentra «al norte de la Ciudad Esmeralda», cuando ya se había señalado que Glinda gobierna el Sur. Guph puede haber confundido los hechos, ya que ninguno de los Nomos había estado en Oz en ese momento, pero presagia la representación de Glinda como la Bruja Buena del Norte en lugar del Sur en la película de la MGM de 1939 (que es la versión más conocida de Oz hasta la fecha).
El general Guph también le dice al Rey Nomo que Glinda «manda en los espíritus del aire». Como se mencionó anteriormente, él no es experto en Oz, pero esta declaración hecha por Guph una vez más prefigura una versión cinematográfica mucho más tardía de Glinda: en la versión cinematográfica del musical de Broadway The Wiz en el que Glinda (interpretado por Lena Horne) es la responsable del tornado que lleva la casa de Dorothy a Oz y pone en movimiento todos los acontecimientos posteriores.
De todos los personajes que pertenecen al Oz de L. Frank Baum, Glinda es la más enigmática. A pesar de que se la llama «Glinda, la Buena», no es una caricatura unidimensional cuyo único propósito es encarnar y generar todo lo que genéricamente se considera «bueno», como ya se ha indicado. [cita requerida]
Finalmente se convierte en el baluarte de lo adulto en los libros de Oz, porque nunca se distrae ni se deja influir, y siempre mantiene una firmeza absoluta, algo que no se puede decir de los otros personajes adultos de la serie como el Mago, el Hombre desgreñado o incluso la Bruja buena del Norte. Todos ellos carecen de la sabiduría y resolución de Glinda.[cita requerida]
En el último libro de Baum, Glinda de Oz, nos enteramos de que Glinda reside en un castillo con cien de las mujeres más hermosas de Oz a su entera disposición.
En la serie Magic Land de Alexandr Volkov, la bruja se llama Stella y aparece muy raramente. Sin embargo, el autor y los personajes se refieren a ella a menudo y siempre ofrece ayuda o refugio a las personas durante los tiempos difíciles. Se la describe como una belleza eternamente joven de cabello dorado con un vestido rosa. Gobierna el País Rosa que está habitado por la tribu de Chatterboxes. Y parece ser buena amiga de los Monos alados desde que los liberó.[cita requerida]
En la novela de Philip José Farmer A Barnstormer in Oz, a Glinda se la retrata como una mujer joven y lo suficientemente hermosa como para atraer al protagonista. Pero el interés no es mutuo.[cita requerida]

### Wicked: Memorias de una bruja mala (novela)
En la novela revisionista de Gregory Maguire de 1995 Wicked: Memorias de una bruja mala, inicialmente se la llama «Galinda», y (a través de su madre) desciende del noble clan de los Arduennas de la altiplanicie. Su personaje protagoniza la primera mitad de la novela, pero desaparece durante la mayor parte de la segunda mitad, en comparación con su versión musical.
Aunque originalmente esnob y superficial, también es lo suficientemente inteligente como para que la acepten en el Crage Hall de la Universidad de Shiz, donde comparte habitación con Elphaba. Después de un largo período de odio mutuo, las dos chicas se hicieron con el tiempo amigas íntimas.[cita requerida]
Galinda elimina la primera 'a' de su nombre en mitad de la historia, en homenaje al Doctor Dillamond, una Cabra martirizada que enseña a Shiz (Dillamond cometía repetidamente el error de llamarla «Glinda» en lugar de «Galinda» durante el viaje que compartieron en un carruaje, antes de su llegada a la Universidad). La muerte de la Cabra también motiva a Glinda a revisar su vida, y se dedica a estudiar magia, disciplina en la que demuestra ser bastante hábil.[cita requerida]
En la segunda mitad de la novela se dice que se había casado con Sir Chuffrey y que no tienen hijos. Al principio no le gusta la hermana de Elphaba, Nessarose (que luego se convertirá en la Malvada Bruja del Este), pero se aficiona a ella después de que Elphaba abandone a Shiz y encante los zapatos plateados que permiten a Nessarose caminar sin ayuda.[cita requerida]
Como en los libros originales de Oz, se la reverencia como poderosa hechicera. Maguire sigue la película de 1939 al hacer que Glinda se convierta finalmente en la Bruja del Norte, no en la del Sur. Glinda también aparece en Hijo de Bruja, la secuela de Wicked, escrita por Maguire, en la que Glinda se presenta como viuda de Sir Chuffrey.[cita requerida]

## Películas y cultura popular

### Película de 1939

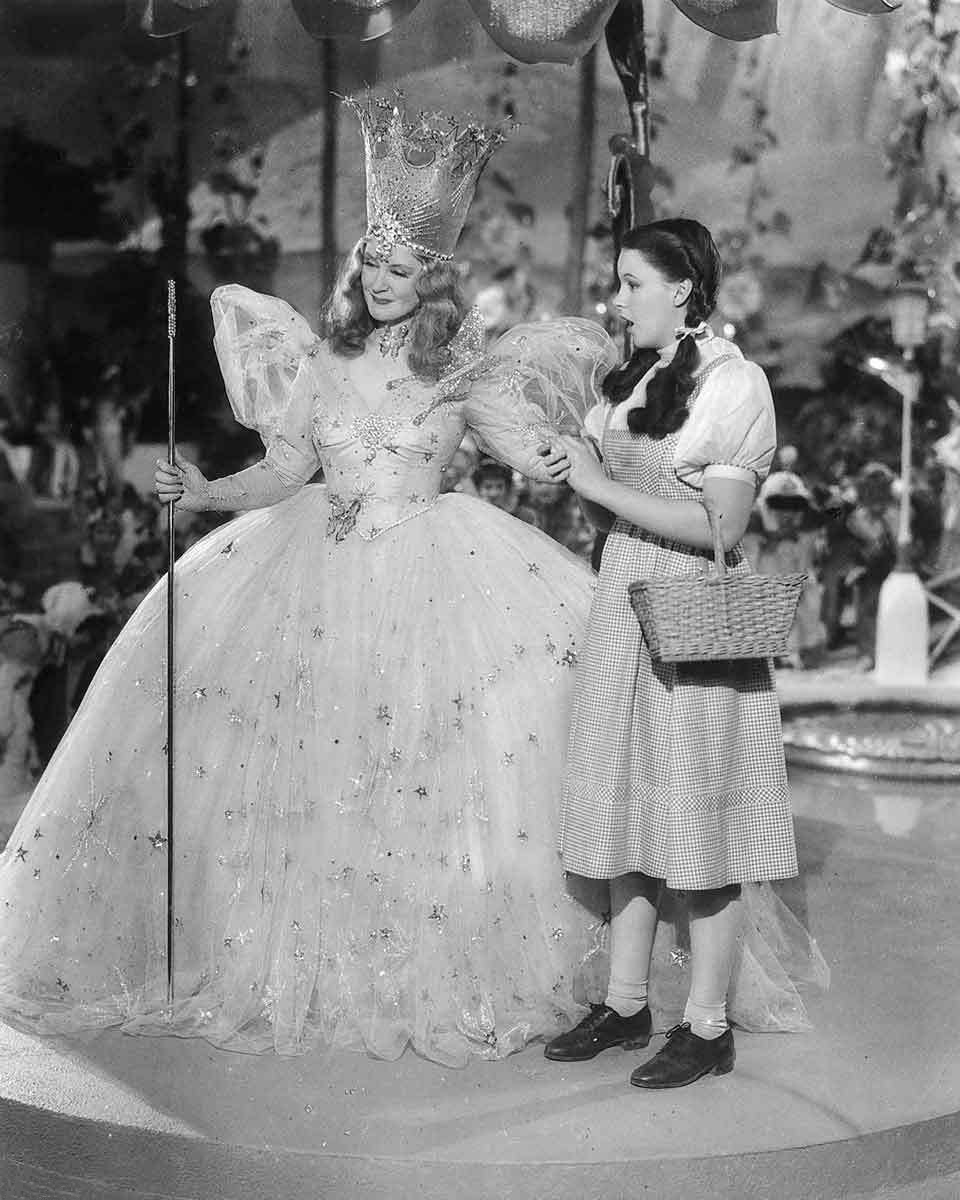
Dorothy (Judy Garland, a la derecha) con Glinda, la Bruja buena del Norte (Billie Burke) en El mago de Oz, 1939.

En la versión cinematográfica de 1939 de El mago de Oz, Glinda es la Bruja buena del Norte. En la película la interpreta Billie Burke. Glinda realiza las funciones no solo de la Bruja buena del Norte y de la Bruja del Sur de la novela, sino también de la Reina de los ratones de campo, al ser la que da la bienvenida a Dorothy a Oz, la envía «a ver al Mago» y orquesta su rescate del mortal campo de amapolas además de revelarle el secreto para volver a casa. Al igual que la Tía Em y el Tío Henry no tienen contrapartes en Oz, Glinda no tiene contraparte con tono sepia en Kansas.

### The Fairylogue and Radio-Plays(1908)
En The Fairylogue and Radio-Plays, a Glinda la interpreta Evelyn Judson. La interpretó Olive Cox en la versión de 1910 de El maravilloso mago de Oz. En esta última, aparece en una escena en la que agranda a Totó para que proteja mejor a Dorothy. 

### La maravillosa tierra de Oz(1969)
Hilary Lee Gaess interpreta a Glinda; pero su voz fue doblada en las canciones. Se la retrata como mucho más joven que en el personaje de Billie Burke, aunque su vestido / traje rosa es similar. Canta dos conmovedores solos titulados «Try To Touch a Star» y «I've Watched Over You». En la última canción, hace la astuta y conmovedora observación de que el Espantapájaros posee no solo un cerebro, sino también un corazón (al menos metafóricamente). Puede invocar los poderes de «todas las hadas buenas» tras restaurarle a la Princesa Ozma su forma real, haciéndola casi igual a la Reina Lurline de L. Frank Baum (mientras que la Glinda de Baum es una hechicera majestuosa que no muestra ninguna relación con la magia de hadas o la brujería «sin escrúpulos», insistiendo en que fue la bruja Mombi la que liberó a Ozma a diferencia de lo que ocurre en esta película). Además de deshacer la malvada magia de Mombi, en esta versión, Glinda le dice a la vieja bruja Gillikin que le ha «permitido» practicar algunos de sus «trucos menos horribles» hasta ese momento, sugiriendo que quien practica magia en Oz es responsable en última instancia ante Glinda si llega demasiado lejos.

### Rodaje deRegreso a la Tierra de Oz
En la secuela no oficial de la película de 1939, la mezzosoprano operística Risë Stevens pone la voz a «Glinda, el hada buena», tal como se describe en la secuencia de los títulos de inicio (sin embargo, el León cobarde se refiere a ella como la Bruja buena del Norte en un momento más avanzado de la película. En la novela de L. Frank Baum, La princesa perdida de Oz, el mago dice: «Ozma es un hada, y también lo es Glinda, así que ningún poder puede matarlas o destruirlas, pero vosotras, chicas, sois mortales y también lo somos Button-Bright y yo, así que debemos tener cuidado con nuestras vidas». Sin embargo, el único hecho establecido en esta declaración es que Glinda es una de las «personas mágicas» de Oz (término que L. Frank Baum emplea para cualquier persona nativa de una tierra encantada) en lugar de un Hada propiamente dicha. Incluso a los ciudadanos de Oz que no poseen poderes mágicos, Baum les llama «personas mágicas»  en La Ciudad Esmeralda de Oz, lo que significa que no son mortales como Dorothy y el mago que nacieron en el mundo exterior. En esta película, se descubre que la magia de Glinda no es rival para Mombi (en los libros originales de Baum ocurría justo al contrario). Aun así, ayuda a Dorothy a enfrentar a Mombi y su ejército de elefantes verdes de una manera que evoca la ayuda que ofrece la reina de los ratones de campo en La maravillosa tierra de Oz de Baum. Canta en el momento cumbre de la trama una canción llamada «You Have Only You (To Look To)» a Dorothy, haciéndola buscar dentro de sí misma la fuerza que no procede de los antiguos compañeros como el Hombre de hojalata o el León cobarde. En este sentido, Glinda revela lo en contacto que está con la cruda realidad, rasgo que recuerda a la Glinda original de Baum. Al final de la película, envía a Dorothy a Kansas conjurando otro tornado. En esto también está de acuerdo con la Glinda original de L. Frank Baum, que tenía el poder de «mandar los espíritus del aire» según se cuenta en La Ciudad de Esmeralda de Oz.

### El Mago de Oz(1982)
Glinda, muy joven y con el pelo largo y rubio, con la voz de Wendy Thatcher, dice ser la hermana de la Bruja buena del Norte a pesar de la gran diferencia de edad (Baum siempre dijo que es mucho más vieja de lo que parece), y aparece en la Ciudad Esmeralda en un deus ex machina similar al de la película de la MGM.

### El Mago de Oz(anime)
En serie animada realizado por Panmedia en 1986, a Glinda se la retrata como a una hechicera alta y muy esbelta con el cabello largo y azul. En esta serie, es ella quien se ofrece, durante su primer encuentro, a hacer de Dorothy una princesa de Oz, pero Dorothy sostiene que desea regresar a Kansas. En La tierra de Oz de Baum, Glinda declara categóricamente que ella no se involucra en «transformaciones» porque «no son reales», pero en esta serie, la Bruja buena se transforma en un águila para perseguir a Mombi, que intenta escapar de la Ciudad Esmeralda tomando la forma de un dragón. Después de restaurar a la Princesa Ozma al trono, Glinda usa su magia en Mombi y Jinjur para reformarlas, cuando la bruja y la reina rebelde se niegan a reparar sus malas acciones. Después de haber cambiado así las naturalezas inherentes de Mombi y Jinjur, Glinda asegura que nunca volverán a crear problemas para nadie. Ella confía a Dorothy la tarea de preparar a Ozma para la ceremonia oficial de coronación, confiando en que la madura Dorothy moldeará a la joven y juguetona Ozma de la serie convirtiéndola en una reina responsable. Cuando la serie llega a su fin, Glinda contacta telepáticamente Dorothy y la salva de caer hacia la muerte desde una torre, después de un enfrentamiento con el Rey Nomo y sus secuaces.

### El Mago de OzdeDiC Entertainment(1990)
Glinda aparece en la serie de televisión El Mago de Oz con la voz de B.J. Ward. La representación de Glinda en esta efímera serie está mucho más acorde con la película de la MGM de 1939, aunque el personaje se ve significativamente más joven que Billie Burke , viste una bata blanca con bordado rosa (en lugar de una bata enteramente rosa) y tiene el pelo rubio . Sin embargo, su voz y su personalidad son extremadamente parecidas a la versión de 1939 de este personaje de Oz. Se las arregla para que Dorothy regrese a la Tierra de Oz por medio de las zapatillas de rubí, porque la Malvada Bruja del Oeste ha vuelto a la vida, y Glinda necesita la ayuda de Dorothy para arreglar las cosas de nuevo. 

### Wild at Heart(1990)
La actriz Sheryl Lee interpreta una versión de la bruja buena, que se le aparece en una alucinación al personaje de Nicolas Cage, Sailor, en el thriller de comedia negra de 1990, dirigido por David Lynch, Corazón Salvaje (Wild at Heart).

### El Mago de Oz de los Muppets
Glinda es la Bruja buena del Sur y la interpreta la señorita Piggy, al igual que a sus hermanas, la Bruja buena del Norte y las dos Brujas malvadas. De acuerdo con las tradiciones de las películas de los Muppets, se siente atraída por el Espantapájaros (interpretado por Kermit, la rana). Glinda está representada con un vestido color lavanda con una boa de plumas, una imagen de estrella de Hollywood arquetípica mucho más acorde con el personaje de la señorita Piggy que con el de Glinda. El otro papel de Piggy es el de ella misma. Antes del viaje de Dorothy, ella aparece con Kermit e intenta deshacerse de Dorothy. Después del viaje de Dorothy, regresa al espectáculo de los Muppets.

### Los niños de Oz
En la serie de televisión americana Los niños de Oz, comedia dramática de fantasía animada, Glinda se convierte en madre y tiene una hija, Andrea. Interpretada por Erika Schickel. Su hija Andrea tiene un vestido similar al de la princesa Ozma.

### Oz, el grande y poderoso
Michelle Williams, interpreta a Glinda en la película de Disney de 2013 Oz, el grande y poderoso. En esta precuela, ella es Glinda la Bruja buena del Sur, así como la hija del rey asesinado de Oz. Sus hermanas, Theodora (Mila Kunis) y Evanora (Rachel Weisz), son las futuras brujas malvadas del Oeste y del Este, respectivamente. 
En la película, ayuda a un estafador de buen corazón llamado Oscar Diggs (James Franco) a derrotar a sus hermanas y convertirse en el Mago de Oz. 

### Leyendas de Oz: el regreso de Dorothy
A Glinda le da voz Bernadette Peters en la película animada en 3D Legends of Oz: Dorothy's Return, que se estrenó en 2014.

### Érase una vez
Glinda aparece en la segunda mitad de la tercera temporada de Once Upon a Time interpretada por Sunny Mabrey. En una hermandad de brujas, Glinda, la Bruja del Sur, junto con la Bruja del Este (Sharon Taylor) y la Bruja del Norte (Karen Holness), protegen a Oz con cada una de sus habilidades mágicas. Solo el cuarto asiento de la hermandad, que representa la inocencia, permanece vacío, pero a través de la Glinda, que custodia el Libro de los Registros, una profecía predice que una hechicera irá a Oz a través de un ciclón para unirse a ellos. En segundo lugar, el libro también afirma que esta bruja «destronará al mayor mal que el reino haya visto jamás». Después de ver a Zelena (Rebecca Mader) castigar al engañoso Walsh / Mago de Oz (Christopher Gorham), Glinda cree que esta mujer, que llegó a Oz hace muchos años con un ciclón, cumplirá la profecía. Aunque Zelena está más interesada en cambiar su pasado, Glinda convence a la insegura pelirroja de que su destino radica en cambiar su propio futuro al convertirse en una bruja buena, sin embargo, no le cuenta a Zelena nada sobre la segunda parte de la profecía. Tras unirse a la hermandad, le regala a Zelena un colgante para aprovechar sus poderes. Mientras muestran a Zelena el área occidental de Oz, se acercan a los restos de un ciclón y encuentran a una niña, Dorothy Gale (Matreya Scarrwener). Zelena, al leer el Libro de los Registros, cree que Dorothy se convertirá en la Bruja del Oeste y la derrotará. Glinda no cree que eso sea cierto, pero es testigo de cómo Zelena ataca a Dorothy, que hace que su asaltante se derrita con agua. Al darse cuenta de que la profecía era correcta, Glinda le ofrece a Dorothy un lugar en la hermandad, pero ella sólo desea irse a casa. Con Zelena derrotada, el Mago vuelve a su antiguo yo y, por tanto, Glinda la ayuda a regresar a casa con su ayuda. Solo después, Zelena revela que se hizo pasar por el Mago para deshacerse de Dorothy. Glinda promete encontrar otra hechicera para cumplir la profecía, pero Zelena la destierra al Bosque Encantado. En este nuevo reino, ella comienza a vivir en los bosques del norte, al sur del castillo de Rumpelstiltskin (Robert Carlyle), escondida en una dimensión de bolsillo de hielo y nieve, por la que solo pueden entrar los puros de corazón.
Sintiendo la presencia de Blancanieves (Ginnifer Goodwin) y el Príncipe Azul (Josh Dallas) que llegan a su reino y pretenden cruzarlo, Glinda se da a conocer ante ellos. Cuando Blancanieves pregunta por el paradero de Regina, ya que acaba de estar con ellos, Glinda afirma que la Reina no cumplía con los requisitos necesarios para entrar por la puerta. La Bruja buena desterrada explica brevemente su amistad pasada con Zelena y les dice que la mayor debilidad de la Bruja malvada es la magia de la luz. Recordando que su propia hija, Emma, es producto de la magia más fuerte, del amor verdadero, Snow White cree que ella puede derrotar a Zelena. Glinda está de acuerdo con este sentimiento; impulsando a Blancanieves a lanzar otro hechizo oscuro para enviar a todos de vuelta a Storybrooke.

### Emerald City
Glinda aparece en la primera temporada de Emerald City, representada por Joely Richardson (con un personaje basado en los de Glinda, la Bruja buena y la Bruja buena del norte, de los libros de Oz de L. Frank Baum). La Señora del Norte «Doncella de la Luz del Norte, Madre del Sonido y Pura» y una de las últimas Brujas de los puntos cardinales de Oz, Glinda, es una mujer autoritaria que siente un profundo odio por el Mago (Vincent D'Onorio) que prohibió la magia. Desde el cambio de régimen en Oz, Glinda también tiene una pensión para niñas huérfanas donde supervisa su educación y elige a las mejores de ellas para unirse al Alto Consejo del Mago. Se descubre que, de hecho, conspira contra el gobierno del Mago y se prepara para derrocarlo, usando a las consejeras del Mago como espías y con el objetivo de usar a las jóvenes brujas en secreto para la guerra. Emerald City también tiene otra bruja basada parcialmente en la Bruja del Sur, llamada Madre Sur, que es una bruja de los puntos cardinales junto con sus hijas Glinda, Oeste y Este. Madre Sur dio a luz a todas las brujas en Oz, hace más de mil años.

### RWBY
En la serie de dibujos animados 3D estadounidense RWBY, Glinda, la Bruja buena, está representada por Glynda Goodwitch, una hábil cazadora con habilidades telequinéticas. A diferencia del personaje en que se inspira, Goodwitch, a quien da voz Kathleen Zuelch, posee un temperamento notablemente irritable. Goodwitch es la mano derecha del Profesor Ozpin (que presenta gran semejanza con al Mago de Oz) y juega un papel fundamental en el entrenamiento de los estudiantes de Beacon Academy para proteger al mundo de las fuerzas del mal.

### Lost in Oz
En la serie de animación 3D de Amazon Video, estrenada entre 2017 y 2018, al personaje de Glinda le da voz Jennifer Hale. Glinda, la sabia gobernante de Ciudad Esmeralda, ha desaparecido y Dorothy, tras haber acabado en Oz por accidente al encontrar el diario mágico de su madre, deberá encontrarla con la ayuda de sus amigos, Ojo, Oeste, Toto, Reigh y Espantapájaros, para poder volver a casa.

### WickedyWicked: For Good
En las películas cinematográficas musicales Wicked (2024) y Wicked: For Good (2025), Glinda, llamada como Galinda Upland (al igual que en el musical Wicked del que se basa), empieza sus andaduras en la Universidad, donde conoce y comparte habitación con Elphaba. En estas versiones es interpretada por Ariana Grande.

## Musicales

### The Wiz
En el musical de Broadway The Wiz, Glinda es la Bruja buena del Sur, tal como aparece en los libros de Oz. Ella aparece una sola vez al final del musical para ayudar a Dorothy a regresar a Kansas desde la Tierra de Oz. Glinda es la hermana de Addaperle (Abrakadabra), Evilene (Sadista) y Evvamean, las otras tres brujas de Oz. El papel fue creado por Dee Dee Bridgewater. En la versión cinematográfica, la interpreta Lena Horne, y es quien causa la tormenta de nieve que trae a Dorothy a Oz. Está interpretada por Uzo Aduba en el especial de televisión de 2015.

### Wicked
Wicked es un musical con música y letra de Stephen Schwartz y libreto de Winnie Holzman. Está basado en la novela de Gregory Maguire de 1995, Wicked: Memorias de una bruja mala, una narración alternativa de la película de 1939 El mago de Oz y la historia clásica de L. Frank Baum de 1900, El maravilloso mago de Oz. El musical se cuenta desde la perspectiva de las brujas de la Tierra de Oz; su trama comienza antes y continúa después de la llegada de Dorothy a Oz desde Kansas, e incluye varias referencias a la película de 1939 y la novela de Baum. Wicked cuenta la historia de dos amigas inverosímiles, Elphaba (la Bruja mala del Oeste) y Glinda, quienes lidian con sus personalidades y puntos de vista opuestos, con su rivalidad por conseguir el amor del mismo hombre, con sus reacciones ante el gobierno corrupto del Mago y, en última instancia, con la pública caída en desgracia de Elphaba.

#### Actrices que han representado el papel de Glinda enWicked

##### Broadway, Ciudad de Nueva York
- Kristin Chenoweth (Original)
- Jennifer Laura Thompson
- Megan Hilty
- Lynn Bou Nassif
- Kate Reinders[7] (2006-2007)
- Kendra Kassebaum
- Annaleigh Ashford
- Alli Mauzey[8][9][10] (2008-2009; 2012-2013; 2013@–2014)
- Erin Mackey[11] (2009-2010)
- Katie Rose Clarke[12][13] (2010-2012; 2013)
- Chandra Lee Schwartz[14] (2011-2012)
- Jenni Barber[15] (2014)
- Tiffany Haas
- Kara Lindsay[16] (16 de diciembre de 2014 @– 31 de enero de 2016; 1 de noviembre de 2016 @– 29 de julio de 2017)
- Carrie St.  Louis (2 de febrero de 2016 @– 30 de octubre de 2016)[17]
- Amanda Jane Cooper (31 de julio de 2017 @– Upcoming)

##### West End, Londres
- Helen Dallimore
- Dianne Pilkington[18] (2007-2010)
- Louise Dearman[19] (2010-2011)
- Gina Beck[20] (2011-2013)
- Savannah Stevenson[21] (2013-2016)
- Suzie Mathers[22] (2016-2017)
- Sophie Evans (2017-2019)[23]

##### Gira por Australia
- Lucy Durack (2008-2011; 2014-2015)
- Suzie Mathers (2011-2014; 2015)

##### Ciudad de México
- Cecilia de la Cueva
- Majo Pérez

##### São Paulo, Brasil
- Fabi Bang

##### Curiosidades
- Katie Rose Clarke ha aparecido con el papel de Glinda en más actuaciones que cualquier otra actriz..
- Louise Dearman es la primera actriz (y única, hasta la fecha) que ha interpretado los papeles principales de Elphaba y Glinda.
- Gina Beck es la primera actriz en interpretar el papel tanto en el Reino Unido (Londres) como en los Estados Unidos (Primera Gira Nacional).
- Kristin Chenoweth, la Glinda del elenco original de Broadway, puede cantar la canción «Popular» en alemán, japonés, chino e italiano.